# Grenzgängerdemonstrationen im Warndt 1937
Die Grenzgängerdemonstrationen im Warndt 1937 waren mehrere Protestaktionen der Bergarbeiter im Warndt.

## Hintergrund
Die „Grenzgänger“ waren deutsche Bergarbeiter aus dem Saargebiet, die täglich nach Lothringen pendelten, um dort ihren Lebensunterhalt zu verdienen. Das Revier galt im Deutschen Reich als Unruheherd, da das proletarische Milieu bereits vor dem Anschluss des Saargebiets stark kommunistisch und sozialistisch geprägt war und viele Aktivisten aus KPD und SPD sowie den Gewerkschaften nach dem Anschluss nach Lothringen flüchteten. Dort wurden Grenzstellen aufgebaut, vor allem in Forbach. Der tägliche Pendelverkehr gab den Exilgruppen der beiden Parteien die Möglichkeit Schriften in das Deutsche Reich zu schmuggeln, aber auch politische Werbung zu machen.
1937 erließ die Reichsstelle für Devisenbewirtschaftung eine Verordnung, die die saarländischen Arbeiter zwang, ihren Lohn im Deutschen Reich zu den amtlich festgesetzten Wechselkursen zu tauschen, statt wie bisher üblich in Frankreich. Dadurch verloren die Arbeiter 30 % ihres Gehalts. 

## Vorgeschichte
Die Vertrauensleute im emigrierten Widerstand rieten zunächst dazu die legalen Möglichkeiten auszuschöpfen. Am 24. Januar 1937 fand die erste DAF-Versammlung in Großrosseln statt, die keine Verbesserung brachte, sondern durch die Präsenz von 2000 wütenden und energisch auftretenden Bergmännern eher zu einer Konfliktverschärfung führte. Außerdem begann die französische Gewerkschaft Confédération générale du travail (CGT) sich für die deutschen Arbeiter zu engagieren. 

## Die Demonstrationen
Die KPD rief dazu auf, das Geld Mitte Februar, zur nächsten Lohnauszahlung, geschlossen zu wechseln und dann gemeinsam die Grenze zu überschreiten. Dieses Vorhaben wurde am 14. des Monates in die Tat umgesetzt. Die Mittagsschicht der Grube Sarre-Moselle, etwa 6000 Mann gingen unter der Parole „Entweder alle 6000 ins Konzentrationslager oder keiner!“ geschlossen über die Grenze. Nacht- und Frühschicht (ca. 2000 Mann) schlossen sich an. Bis zum 16. setzten sich die Proteste fort. Gauleiter Josef Bürckel setzte daraufhin die Verordnung aus. Dabei überschritt er allerdings seine Machtkompetenz und eine weitere Verordnung wurde entlassen, die Bürckels Aussetzung insofern einschränkte, als die Bergarbeiter nun zwei Drittel ihres Lohns im Reich wechseln mussten.
Die Proteste setzen sich bis Ende des Monats fort. Nun begann die Gestapo unterstützt durch die NSDAP-Ortsgruppen gegen die Bergarbeiter vorzugehen. Zunächst wurden 21 Arbeiter festgenommen. Danach begannen umfangreiche Verhöraktionen in Verbindung mit Strafbefehlen. Etwa 1000 Arbeitern wurde eine Geldstrafe von 130 Reichsmark sowie sechs Wochen Gefängnis angedroht. Bürckel erhöhte den Druck und ließ acht der „Rädelsführer“ zu bis zu zehneinhalb Monaten Gefängnis verurteilen. Die Propaganda begann nun vor „kommunistischen Hetzern“ im Warndt zu warnen.

## Nachwirkungen
Nach den Urteilen setzten erneut Proteste ein. Die Arbeiter schickten Delegationen zu Behörden und Pressestellen. Eine Frauendelegation versuchte zu Hitler selbst vorzugelangen, wurde aber abgewiesen. Dieses massive Aufgebot führte schließlich zur Aufhebung der Strafbefehle der 1000 Arbeiter. Die acht „Rädelsführer“ wurden auch vorzeitig aus der Haft entlassen. Die Devisenverordnung blieb jedoch bestehen und so verschärfte sich die Situation, nachdem der Französische Franc im Juli 1937 entwertet wurde. Den Protesten schlossen sich diesmal auch die Pensionäre und die DAF an. Die politische Führung kam den Arbeitern daraufhin entgegen und erhöhte die Ausgleichszulage, sie begann aber auch einzelne Arbeiter schärfer zu kontrollieren und strafte Aufwiegeler hart ab. So wurde Andreas Closen, ehemaliger Kommunist und in der DAF engagiert, wegen Landesverrats verhaftet und starb vier Monate später unter ungeklärten Umständen. 
Zwar spielten sowohl die verbotenen und im Untergrund agierenden Gewerkschaften eine große Rolle, doch wurde der Konflikt letztlich vor allem von der DAF getragen, so dass es der Politik nicht gelang den Widerstand zu isolieren und zu kriminalisieren. Dennoch führte der massive Gestapo-Terror dazu, dass die Proteste schnell entpolitisiert wurden und zahlreiche Arbeiter die wirtschaftlichen Motive betonten.